# Гней Помпей Младши
Гней Помпей Младши (на латински: Gnaeus Pompeius Iunior; ок. 78 – 12 април 45 пр.н.е.) е римски политик и генерал.
Гней Помпей е най-старият син на генерал Помпей Велики и третата му жена Муция Терция. Неговият по-млад брат е по-късният адмирал Секст Помпей. Сестра му Помпея e омъжена за Фауст Корнелий Сула.
През януари 49 пр.н.е. Юлий Цезар пресича с войската си границата към италийците, реката Рубикон, и показва готовността си за гражданска война. Гней придружава с двамата служещи консули и множество сенатори баща си при неговото отстъпление на Балканския полуостров. Войската на Помпей губи битката при Фарсал, за която го задължили военно неопитни сенатори. Помпей е убит по време на бягство в Египет на 29 септември.
След смъртта на баща им Гней и брат му Секст продължават съпротивата срещу Цезар в провинция Африка. Заедно с Метел Сципион, по-младия Катон и други сенатори се подготвят за битка против Цезар и войската му. Цезар печели първата битка при Тапс през 46 пр.н.е. против Метел Сципион и Катон, който след това се самоубива. Гней бяга отново, този път на Балеарите, където се среща със Секст.
Заедно с Тит Лабиен, бивш подофицер на Цезар, който сменя страната при започване на гражданската война, братята се прехвърлят в Хиспания и образуват нова войска. Цезар и неговите легиони ги следват и се срещат на 17 март 45 пр.н.е. в битката от Мунда. Двете войски са силни и са водени от способни военачалници. Вероятно Цезар печели чрез една атака на кавалерията. Тит Лабиен и около 30.000 от неговите мъже умират в битката и при бягство от военното поле.
Гней и Секст Помпей успяват първо да избягат, обаче Гней е хванат след няколко седмици и още през 45 пр.н.е. убит поради предателство. Секст Помпей успява да се спаси. След убийството на Цезар на Иден през Март  44 пр.н.е., Секст става адмирал на западното Средиземноморие.
През 36 пр.н.е. е победен от наследника на Цезар, по-късния император Август, и накрая убит през 35 пр.н.е. в Милет.
Гней Помпей Младши е женен за Клавдия Пулхра Млада, дъщеря на Апий Клавдий Пулхер (консул 54 пр.н.е.) и няма деца.